# Замок Онанэйр
Замок Онанэйр (англ. Aughnanure Castle, ирл. Caisleán Achadh na nIúr (в дореформенной орфографии Caisleán Achadh na nIubhar)) — «Замок тисового поля») — жилая башня в Утерарде, графство Голуэй, Ирландия.

## История
Замок был возведён О'Флаэрти (англ. O’Flaherty), одним из наиболее влиятельных родов Коннахта в XVI веке. Онанэйр — одна из более чем 200 жилых башен в графстве Голуэй, созданных в основном Гэльскими и староанглийскими семействами землевладельцев. Башня расположена у берега Лох-Корриб,
Замок принадлежал семейству О’Флаэрти до 1572 года, после чего был захвачен сэром Эдвардом Фиттоном-старшим, и пожалован одному из младших представителей клана, приверженцу короны. Он использовался во время осады Голуэя во время вторжения в Ирландию Кромвеля. Несколько позже он был пожалован графу Кланрикарда, а затем возвращён О’Флаэрти. В настоящий момент управляется и охраняется государственными учреждениями по охране памятников истории и культуры.